# Květen (časopis)
Květen byl měsíčník založený roku 1955 původně jako publikační prostor pro začínající autory. V roce 1959 byl nahrazen měsíčníkem Plamen.

## Vznik a poslání časopisu
Po 2. sjezdu Svazu československých spisovatelů (duben 1956) se zde vymezila heslem „poezie všedního dne“ skupina básníků mladší generace. Ti chtěli nahradit rétoričnost a abstraktnost dosavadní oficiální tvorby střízlivějším pohledem na všední realitu, užívali volnější veršové formy. Sdružoval především mladší autory, kteří se pokoušeli o částečnou liberalizaci kulturního prostředí. V červnu 1959 byl časopis zakázán. Místo Května byl od roku 1959 vydáván měsíčník Plamen, jež vznikl sloučením Května a časopisu Nový život.

## Autoři Května
Do okruhu „květňáků“ (tzv. Generace Května) patřili básníci Jiří Šotola, Miroslav Holub, Karel Šiktanc a Josef Brukner. Z prozaiků např. Karel Ptáčník, Ivan Klíma, okrajově Ludvík Vaculík a Ladislav Fuks. Program Května rozvíjeli Jaroslav Boček, Josef Vohryzek a Miroslav Červenka.